# Xestocephalus badius
Xestocephalus badius är en insektsart som beskrevs av Evans 1954. Xestocephalus badius ingår i släktet Xestocephalus och familjen dvärgstritar. Inga underarter finns listade i Catalogue of Life.